# Anemonia depressa
Anemonia depressa is een zeeanemonensoort uit de familie Actiniidae. De anemoon komt uit het geslacht Anemonia. Anemonia depressa werd in 1860 voor het eerst wetenschappelijk beschreven door Duchassaing & Michelotti. 